# Jake Wightman
Jake Wightman (ur. 11 lipca 1994 w Nottingham) – brytyjski lekkoatleta specjalizujący się w biegach średniodystansowych.
Złoty medalista biegu na 1500 metrów podczas mistrzostw Europy juniorów w Rieti (2013) oraz brązowy na tym samym dystansie podczas Igrzysk Wspólnoty Narodów w Gold Coast i mistrzostw Europy w Berlinie (oba w 2018). W 2022 zdobył w Eugene tytuł mistrza świata w biegu na 1500 metrów, brązowy medal na tym dystansie na Igrzyskach Wspólnoty Narodów w Birmingham i srebrny medal w  biegu na 800 metrów na mistrzostwach Europy w Monachium.
Złoty medalista mistrzostw Wielkiej Brytanii oraz reprezentant kraju na drużynowych mistrzostwach Europy.

## Osiągnięcia
| Rok  | Impreza                                 | Miejsce    | Konkurencja    | Lokata      | Wynik   | Reprezentacja |
| ---- | --------------------------------------- | ---------- | -------------- | ----------- | ------- | ------------- |
| 2013 | Mistrzostwa Europy juniorów             | Rieti      | bieg na 1500 m | 1. miejsce  | 3:44,14 | GBR           |
| 2014 | Igrzyska Wspólnoty Narodów              | Glasgow    | bieg na 1500 m | eliminacje  | 3:43,87 | SCO           |
| 2016 | Mistrzostwa Europy                      | Amsterdam  | bieg na 1500 m | 7. miejsce  | 3:47,68 | GBR           |
| 2017 | Superliga drużynowych mistrzostw Europy | Lille      | bieg na 1500 m | 2. miejsce  | 3:53,72 | GBR           |
| 2017 | Mistrzostwa świata                      | Londyn     | bieg na 1500 m | półfinał    | 3:41,79 | GBR           |
| 2018 | Halowe mistrzostwa świata               | Birmingham | bieg na 1500 m | 6. miejsce  | 3:58,91 | GBR           |
| 2018 | Igrzyska Wspólnoty Narodów              | Gold Coast | bieg na 800 m  | 4. miejsce  | 1:45,82 | SCO           |
| 2018 | Igrzyska Wspólnoty Narodów              | Gold Coast | bieg na 1500 m | 3. miejsce  | 3:35,97 | SCO           |
| 2018 | Mistrzostwa Europy                      | Berlin     | bieg na 1500 m | 3. miejsce  | 3:38,25 | GBR           |
| 2019 | Mistrzostwa świata                      | Doha       | bieg na 1500 m | 5. miejsce  | 3:31,87 | GBR           |
| 2021 | Superliga drużynowych mistrzostw Europy | Chorzów    | bieg na 800 m  | 1. miejsce  | 1:45,71 | GBR           |
| 2021 | Igrzyska olimpijskie                    | Tokio      | bieg na 1500 m | 10. miejsce | 3:35,09 | GBR           |
| 2022 | Mistrzostwa świata                      | Eugene     | bieg na 1500 m | 1. miejsce  | 3:29,23 | GBR           |
| 2022 | Igrzyska Wspólnoty Narodów              | Birmingham | bieg na 1500 m | 3. miejsce  | 3:30,53 | SCO           |
| 2022 | Mistrzostwa Europy                      | Monachium  | bieg na 800 m  | 2. miejsce  | 1:44,91 | GBR           |

## Rekordy życiowe
- Bieg na 800 metrów (stadion) – 1:43,65 (2022)
- Bieg na 800 metrów (hala) – 1:47,69 (2018)
- Bieg na 1000 metrów (stadion) – 2:13,88 (2022)
- Bieg na 1000 metrów (hala) – 2:17,51 (2020) rekord Wielkiej Brytanii
- Bieg na 1500 metrów (stadion) – 3:29,23 (2022)
- Bieg na 1500 metrów (hala) – 3:34,48 (2021)
- Bieg na milę – 3:47,83 (2024)